# Peter Jochims
Peter Jochims (* 18. Februar 1762 in Fahrstedt in Dithmarschen; † 18. März 1844 in Schleswig) war ein deutscher Beamter.

## Leben

### Familie
Peter Jochims stammte aus einer angesehenen bäuerlichen Familie in Dithmarschen, der auch der Theologe Claus Harms angehörte; sein Vater war der Landmann Claus Jochims (* Mai 1722; † 25. Februar 1788) und dessen Ehefrau Magdalena (geb. Wilkens); sein Onkel war Jakob Jochims (1719–1790), Propst von Süderdithmarschen.

#### Ausbildung
Er besuchte die Meldorfer Gelehrtenschule und studierte anschließend Rechtswissenschaften und Philosophie. 1797 promovierte er dann zum Dr. phil.; er war ein Anhänger von Jean-Jacques Rousseau.

### Werdegang
Nach einer kurzzeitigen Tätigkeit bei der Rentkammer, wechselte er 1801 in die Landkommission Schleswig-Holstein, die ihren Amtssitz in Schleswig hatte. Als Landkommissar war es seine Aufgabe, ökonomische und kommerzielle Angelegenheiten für den westlichen Teil des Herzogtums Holstein zu bearbeiten; dieses Amt übte er bis zu seinem Tod aus.
1819 erfolgte durch den dänischen König Friedrich VI. zusätzlich seine Ernennung zum Handels- und Fabrik-Intendanten für Schleswig-Holstein.

### Baumschule
Er richtete auf dem Erdbeerenberg in Schleswig-Friedrichsberg eine Gärtnerei und eine Baumschule ein. Aus Setzlingen zog er hier unter anderem Pappeln, Weiden, Ulmen, Linden und Ahorn sowie Ziergewächse wie Vogelbeerbäume und den Goldregen; die Baumschule wurde 1823 durch den dänischen König Friedrich VI. besucht.
Er gab Tausende von jungen Bäumen an Kommunen, Institutionen und Einzelpersonen kostenlos ab, um den Baumbestand zu fördern; so stiftete er 1825 die Bäume für die Michaelisallee, die unter anderem mit Kastanien und Ulmen bepflanzt wurde.
Nachdem im Lollfuß ein Granitstein entdeckt wurde, der mit einer Inschrift versehen war, ließ er diesen in die Baumschule schaffen. Es handelte sich wahrscheinlich um einen, dem Runenstein nachempfundenen, Grenzstein, auch „Wahrsagerstein“ genannt; heute gehört dieser zur Sammlung des Stadtmuseums Schleswig-Friedrichsberg. Weitere Denkmäler, die sich in der Baumschule befanden, wurden für die Entdecker der Mergelbewirtschaftung Parren Drews (1735–1800) aus Süderdithmarschen und Adam Schneekloth aus der Probstei errichtet; auch dem ersten christlichen Dänenkönig Harald Klack, war ein Gedenkstein errichtet, und eine 12 Fuß hohe Spitzsäule erinnerte an die im Jahre 1826 abgehaltene tausendjährige Jubelfeier zur Einführung des Christentums in Schleswig-Holstein.

### Nachlass
Seine Gemäldesammlung, aus 68 Bildern bestehend, davon 26 historische Motive, 15 Landschaften, 9 Porträts, 6 Tierstücke, 4 Genrebilder und 8 Blumen- und Stillleben, vermachte er der Universität Kiel, seine Bücher und Bildersammlung mit Karten und mehreren Globen erhielt die Gelehrtenschule in Meldorf, heute befindet sich die Büchersammlung im Dithmarscher Landesmuseum in Meldorf.
Peter Jochims blieb zeitlebens unverheiratet und kinderlos. Er wurde auf dem Michaeliskirchhof bestattet, sein schlichter Grabstein und eine Inschrifttafel sind bis heute erhalten geblieben.

### Schriftstellerisches Wirken
Seine Fürsorge galt der heimischen Landwirtschaft und der rationellen Bodenkultur. In einer Reihe von Abhandlungen und Aufsätzen, unter anderem in den Schleswig-Holsteinischen Provinzialberichten, gab er hierüber unterweisende Belehrungen und zweckmäßige Ratschläge. In seinen letzten Lebensjahren erschienen von ihm in Broschürenform Forstwirtschaftliche Aphorismen und Aphorismen, als Materialien zum Bau eines Systems des absoluten Naturrechts oder zu einer speculativen Rechtsphilosophie. Weiterhin veröffentlichte er Aufsätze im Neuen staatsbürgerlichen Magazin mit besonderer Rücksicht auf die Herzogthümer Schleswig, Holstein und Lauenburg.

## Mitgliedschaften
- Peter Jochims war Mitglied des 1822 in Berlin gegründeten Verein zur Förderung des Gartenbaues in den Königlich Preußischen Staaten; 1824 wurde er zum Ehrenmitglied ernannt.
- Er gründete in Schleswig einen Leseverein für Künstler und Handwerker, der es ermöglichte, jedem Leser alle 14 Tage ein für seine Fortbildung geeignetes Buch leihweise in die Hand zu geben.

## Ehrungen und Auszeichnungen
- 1825 wurde Peter Jochims zum Justizrat und 1830 zum Etatrat ernannt.

## Schriften (Auswahl)
- D. G. Begtrup's Bemerkungen über die englische Landwirthschaft, gesammlet auf einer Reise in England in dem Jahre 1797. Aus dem Dänischen übersetzt von D. P. Jochims.
  - 1. Band. Kopenhagen Leipzig Schubothe 1804. 2. Auflage.
  - 2. Band. Kopenhagen Leipzig Schubothe 1801.
- Aphorismen, als Materialien zum Bau eines Systems des absoluten Naturrechts oder zu einer speculativen Rechtsphilosophie. Itzehoe Schönfeldt 1835.